# Kirchliche Heraldik
Die kirchliche Heraldik beschäftigt sich mit der Gestaltung und Nutzung von Wappen, die von Geistlichen oder von kirchlichen Körperschaften geführt werden. Typisch für die persönlichen Wappen von katholischen Geistlichen in der Gegenwart sind die nach Weihegrad und Amt unterschiedlichen Kopfbedeckungen, die als Hut über dem Wappenschild dargestellt werden.

## Geschichte
Wappen kamen in Nordwesteuropa im 12. Jahrhundert auf; die ersten Belege stammen aus dem Hochadel im heutigen Nordfrankreich und England. Relativ schnell wurden Wappen aber auch von anderen Gruppen genutzt, insbesondere von Kommunen, Niederadeligen und in der Kirche. Viele mittelalterliche Bischöfe und Äbte waren Adelige, die wie andere Adelige auch eigene Wappen führten. Das älteste belegte persönliche Wappen eines Bischofs ist das des Guillaume de Joinville auf einer unter seiner Herrschaft 1210 geprägten Münze. Spätestens im 13. Jahrhundert kamen aber auch eigene Wappen der Bistümer bzw. Hochstifte auf. Die Zürcher Wappenrolle (ca. 1240) zeigt Banner zahlreicher Bistümer, die mit den später belegten Wappen übereinstimmen. Das hohe Alter von Bistumswappen wird auch durch ihre einfache Gestaltung (oft nur ein Kreuz) nahegelegt.

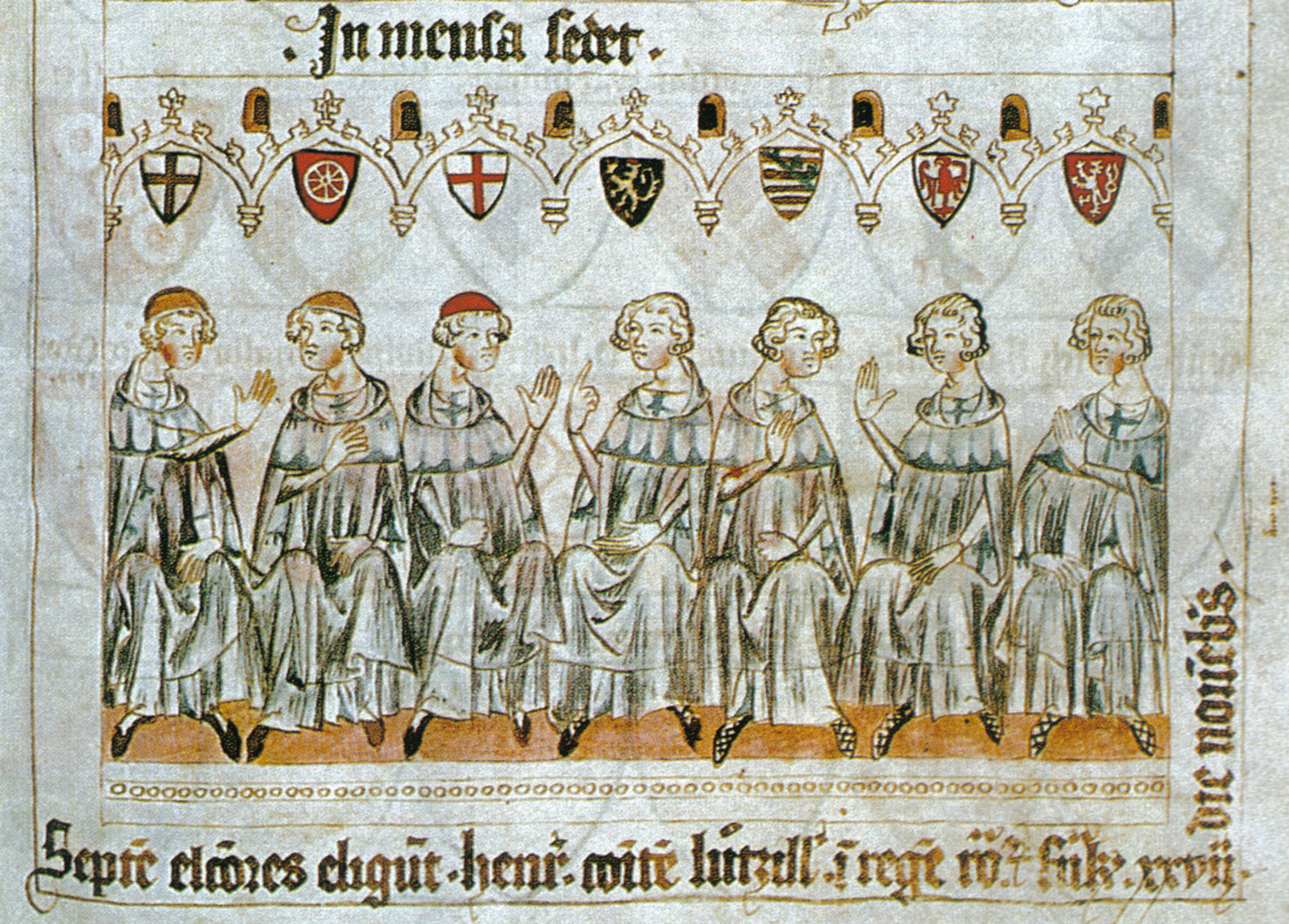
Die sieben Kurfürsten wählen Heinrich VII. zum König. Unter den Kurfürsten, durch die Wappen über ihren Köpfen kenntlich, sind, von links nach rechts, die Erzbischöfe von Köln, Mainz und Trier. Bilderchronik des Kurfürsten Balduin von Trier, Trier um 1340. (Landeshauptarchiv Koblenz, Bestand 1 C Nr. 1 fol. 3b)

Im Spätmittelalter differenzierte sich die Wappenführung in der Kirche aus. Neben Bistümern (genauer: Hochstiften) führten auch Domkapitel, Klöster, Ritterorden, Universitäten und andere Körperschaften eigene Wappen. Für Bischöfe und Äbte entwickelte sich der Brauch, dass sie das eigene Wappen mit dem ihres Bistums bzw. Klosters ähnlich wie bei einem Allianzwappen kombinierten und entweder beide Wappen einander zugeneigt darstellten oder gleich in ein neues Wappen kombinierten. Die hochstiftischen Wappen konnten als Anspruchswappen auch bestimmte Herrschaftsansprüche ausdrücken, wie im Fall des Würzburger Bischofs, der den Fränkischen Rechen und das sogenannte Rennfähnlein als Ausdruck der fränkischen Herzogswürde im Wappen führte. Im 15. Jahrhundert wurde es für einzelne Geistliche üblich, ihr persönliches Wappen entsprechend ihrem Weihegrad oder Amt durch entsprechende Prunkstücke darzustellen, z. B. eine Mitra anstatt eines Helms bei Bischöfen (und einigen Äbten) auf dem Schild, ein Kardinalshut über dem Schild bei Kardinälen oder ein Patriarchenkreuz hinter demselben bei Patriarchen. Auch Wappen von kirchlichen Körperschaften wurden ähnlich markiert, z. B. hochstiftische Wappen mit Mitra, Bischofsstab und Schwert als Ausdruck der geistlichen und weltlichen Herrschaft. 

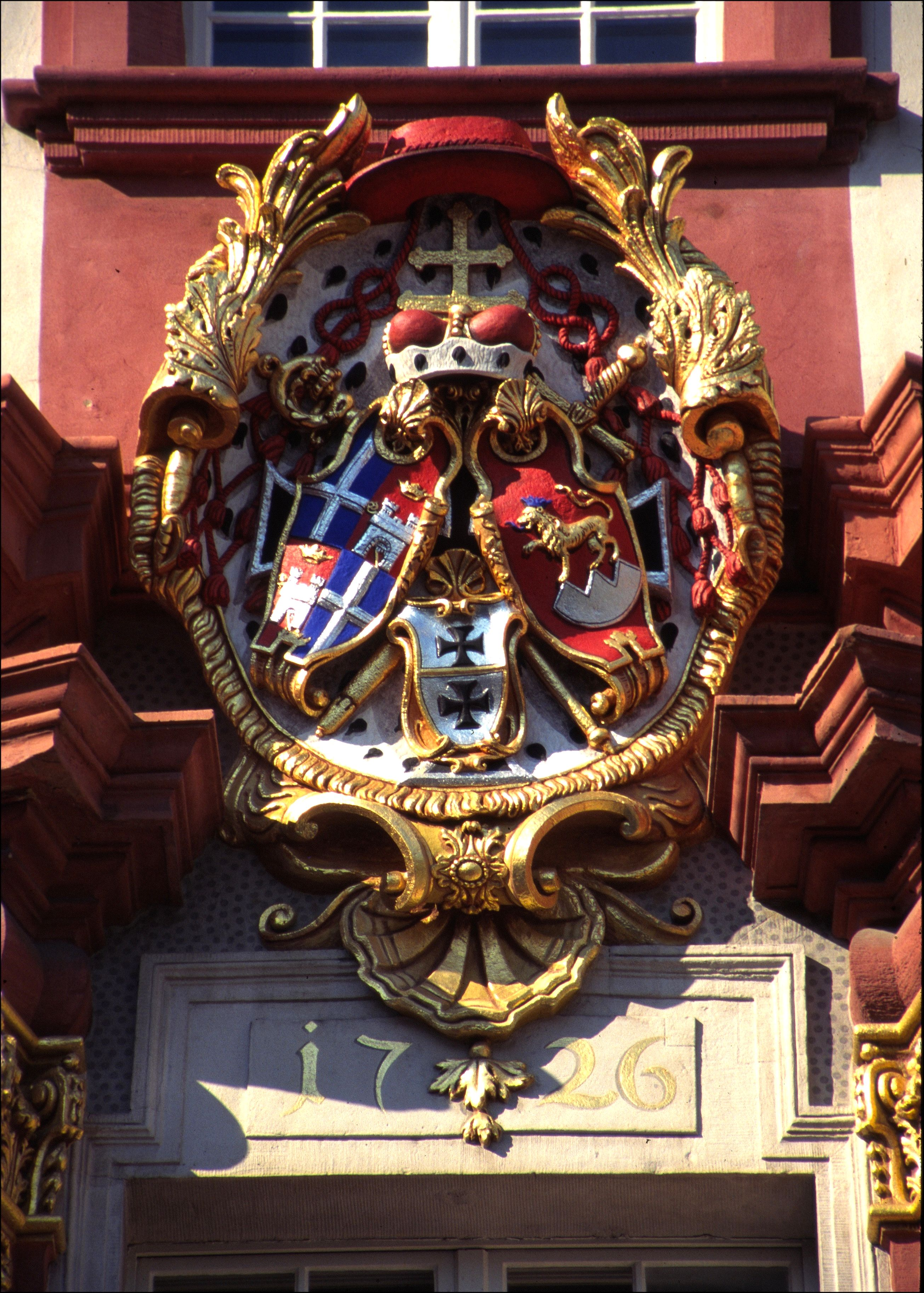
Wappen des Fürstbischofs Damian von Schönborn-Buchheim am Schloss Bruchsal (1726)

Die Reformation bedeutete teilweise einen Einschnitt in der kirchlichen Heraldik. In den evangelischen Kirchen nahm die Bedeutung der Wappen langfristig deutlich ab. Nur die wenigen evangelischen Hochstifte (namentlich das Hochstift Lübeck) und einige Ordensgemeinschaften (z. B. das Kraichgauer Adelige Damenstift) führten dauerhaft ihre vorreformatorischen Wappen fort. In der anglikanischen Kirche entwickelte sich eine eigenständige heraldische Tradition. 

In der römisch-katholischen Kirche hingegen nahm die Bedeutung von Wappen im Lauf der Frühen Neuzeit deutlich zu. Viele Domkapitel nahmen nur Kandidaten auf, die Adelsproben vorweisen konnten, die in Form wappengeschmückter Stammbäume angefertigt wurden. Im Umfeld dieser Domkapitel entstanden oft sehr aufwändige Wappendarstellungen z. B. auf Wohnhäusern, in eigenen Wappenkalendern und auf vielen anderen Objekten. Geistliche Fürsten und Deutschordenmeister stellten ihre Wappen oft in besonders prunkvoller Weise dar und kombinierten das eigene Wappen mit den manchmal zahlreichen Wappen ihrer kirchlichen Ämter („Pfründenkumulation“).

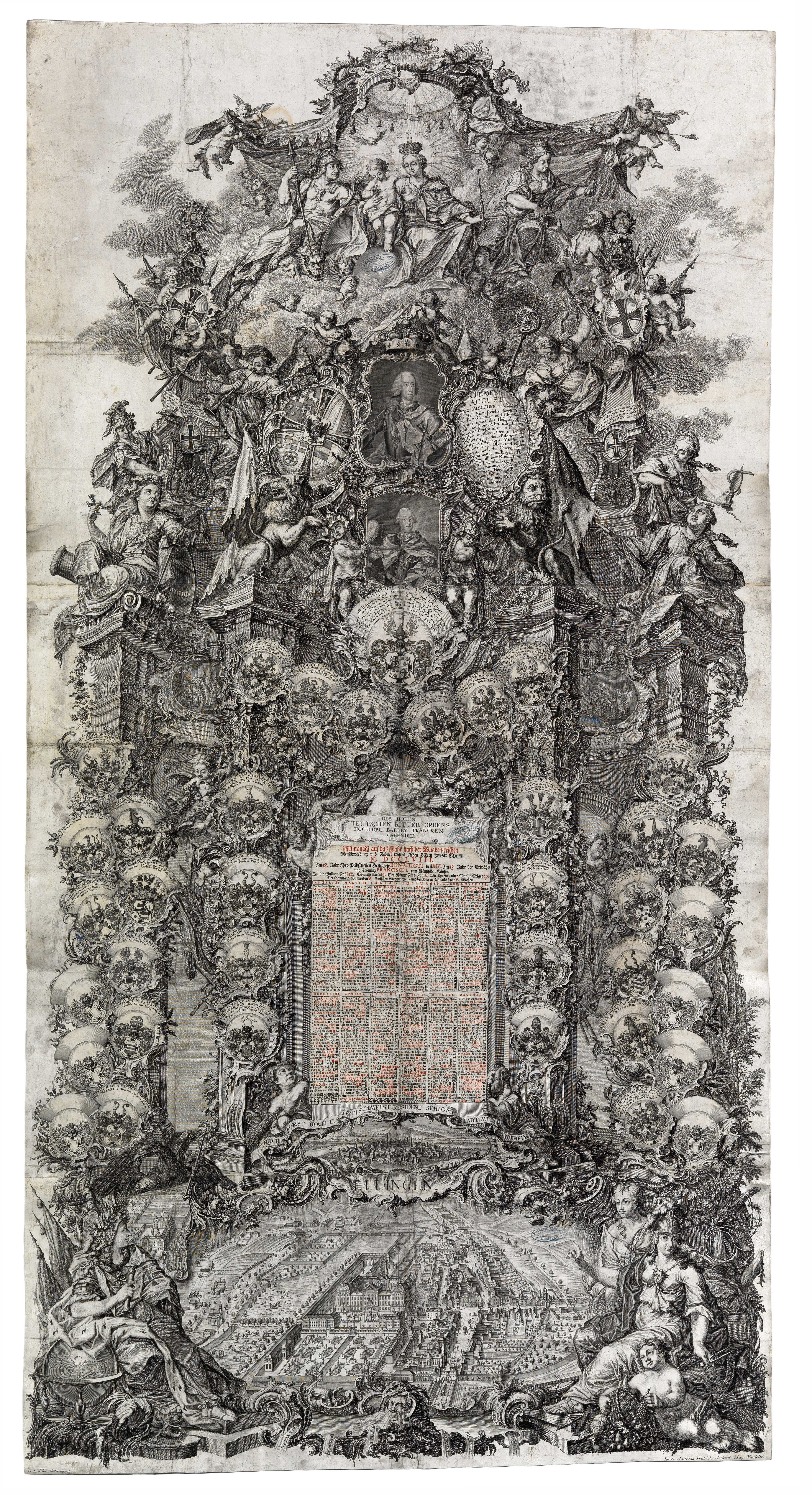
Wappenkalender auf das Jahr 1758, u. a. mit dem Wappen des Kurfürsten Erzbischof Clemens August I. von Köln († 1761), Herzog von Bayern, Hochmeisters des Deutschen Ordens. Fürstbischof von Münster, Paderborn, Hildesheim und Osnabrück (usw.).

Wappen blieben für alle Hochstifte und andere kirchlichen Körperschaften mit Hoheitsrechten ein wichtiges Hoheitszeichen, das auf Münzen, Grenzen (Tore, Mauern, Grenzsteine), Gebäuden (Kirchen, Festungen, Paläste) und in zahlreichen anderen Kontexten dargestellt wurde. Mit der Säkularisation verloren die meisten kirchlichen Institutionen Anfang des 19. Jahrhunderts ihre Herrschaftsrechte. Die meisten Bistümer führten und führen in Deutschland bis heute die Wappen der ehemaligen Hochstifte fort; in den Ordensgemeinschaften ist die Wappenführung weniger wichtig geworden.
Die kirchliche Heraldik der katholischen Kirche wurde nie im Corpus Iuris Canonici geregelt, wenngleich es einige päpstliche Dekrete zur Gestaltung der Wappen gab. Seit 1929 hat auch der Vatikan ein eigenes Staatswappen. Im 20. Jahrhundert engagierten sich der spätere Papst Johannes XXIII. und dessen Freund und Mitarbeiter Erzbischof Bruno Bernhard Heim für die Erneuerung der kirchlichen Heraldik.

Für die Päpste und in einigen Ländern auch die Bischöfe und Weihbischöfe wurde es im 19. Jahrhundert üblich, sich bei Amtsantritt ein neues Wappen zuzulegen. Diese nehmen oft die historischen Wappen der jeweiligen Bistümer und christliche Symbole auf. Auch Buchstaben, die außerhalb der kirchlichen Heraldik sehr unüblich sind, können in das Wappen aufgenommen werden, wie das M (für Maria) im Wappen Johannes Pauls II. 

Papstwappen Johannes Pauls II.; das M steht für Maria, die Mutter Jesu

## Heraldik in der Römisch-katholischen Kirche heute

### Insignien kirchlicher Heraldik
- Kreuz
  - einfaches Vortragekreuz – Bischof, Erzbischof (ehrenhalber)
  - doppeltes Vortragekreuz (oft auch „Patriarchenkreuz“ genannt) – Erzbischof eines (Titular-)Erzbistums
  - dreifaches Vortragekreuz – päpstliches Kreuz
- Krummstab mit (auch ohne) Pannisellus – Äbte und Äbtissinnen
- Ombrellino: Kardinalkämmerer während der Sedisvakanz

- Pallium
  - mit roten Kreuzen – Papst (erstmals: Benedikt XVI.)
  - mit schwarzen Kreuzen – Metropolit (Vorsteher einer Kirchenprovinz), gelegentlich auch anderen (Erz-)Bischöfen verliehen
- Galero („Klerikerhut“) – alle Kleriker (Diakone, Priester und Bischöfe) außer dem Papst
- Quaste (fiocchi) in unterschiedlicher Anzahl und Farbgebung, sie bestimmen maßgeblich den Rang
- Schlüssel – Papst, bei Sedisvakanz: Kardinalkämmerer
- Tiara (eine Mitra mit drei angedeuteten Kronreifen) – Papst, Patriarch von Lissabon

### Wappen kirchlicher Würdenträger
Zu den derzeit noch verwendeten Insignien gehören vor allem der breitkrempige Prälatenhut (der Galero), Hirtenstäbe mit oder ohne Pannisellus, Pallium und Vortragekreuze. Die Hüte zeigen durch Farbe und Ausstattung mit Quastenschnüren den Rang des Wappenträgers in der kirchlichen Hierarchie. So darf ein Kardinal einen roten Hut mit beiderseits je 15 roten Quasten (fiocchi) im Wappen tragen. Ein Patriarch hat stattdessen einen grünen Hut und ebenfalls beiderseits je 15 Quasten in Grün, die unter Umständen mit Gold durchflochten sind, um sie von den Insignien eines Erzbischof-Primas (nur in Grün) zu unterscheiden (ein eher theoretischer Unterschied, da die Primatenwappen heutzutage nur wie die der Erzbischöfe timbriert werden, und viele Patriarchen des lateinischen Ritus zugleich auch Kardinäle sind und als solche ihre Wappen tragen). Der Primas Germaniae, der Erzbischof von Salzburg, führt als Legatus Natus Legatenpurpur in seinem erzbischöflichen Wappen.
Ein Erzbischof führt einen grünen Hut mit beiderseits je 10 Quasten, ein Bischof, ein Abt einer Territorialabtei oder ein Prälat einer Territorialprälatur ebenfalls einen grünen Hut, jedoch nur mit beiderseits je sechs Quasten. Im chinesischen Kulturbereich wird der grüne Hut der Bischöfe oftmals durch einen violetten Hut ersetzt, da im Chinesischen ein Hahnrei sprichwörtlich als Träger des grünen Hutes bezeichnet wird.
Auch unterhalb des Bischofsranges sind Geistliche berechtigt, Wappen zu führen. Die Apostolischen Protonotare timbrieren es mit einem violetten Galero, der an karminroten Schnüre beiderseits je sechs ebensolche Quasten aufweist, die Titular-Protonotare (das sind vor allem alle Generalvikare, welche noch nicht mit dem Titel eines  Ehrenprälaten ausgezeichnet wurden) führen einen schwarzen Hut mit beiderseits je sechs schwarzen Quasten an ebensolchen Schnüren. Ehrenprälaten tagen einen violetten Hut mit beiderseits je sechs  violetten Quasten, den Ehrenkaplänen Seiner Heiligkeit („Monsignore“) steht ein schwarzer Hut mit beiderseits je sechs violetten Quasten an ebensolchen Schnüren zu.
Der Säkularklerus auf Diözesanebene setzt dieses System – allerdings gänzlich in Schwarz – fort. Pröpste, Domkapitulare und andere Kanoniker, bisweilen auch General- oder Erzdechanten, tragen einen schwarzen Galero mit beiderseits je drei Quasten, Dechanten (in manchen Gegenden auch die Pfarrer) den Galero mit beiderseits je zwei Quasten.
In der Ordensgeistlichkeit tragen die Generaloberen – so wie die Titular-Protonotare – einen schwarzen Galero mit beiderseits je sechs Quasten, die Provinziale einen mit beiderseits je drei  Quasten, die örtlichen Oberen (Priore etc.) einen mit beiderseits je zwei Quasten.
Die Wappen der Erzäbte, Äbte sowie der Pröpste mit Benediktion tragen einen schwarzen oder in der Ordensfarbe gehaltenen Galero mit beiderseits je drei Quasten samt Abtsstab oder zuweilen auch statt des Galeros die Mitra über dem Wappenschild, ein Generalabt oder Abtprimas einen Galero mit beiderseits je sechs Quasten und hinter dem Schild einen Hirtenstab mit Schweißtuch.
Eine Äbtissin stellt hinter den Wappenschild den Krummstab oft mit Pannisellus.
Alle übrigen Priester (und unter Umständen auch Diakone) führen einen schwarzen Galero mit beiderseits je einer schwarzen Quaste.
Der Papst ist der einzige kirchliche Würdenträger, dem das Recht zusteht, eine Krone, die Tiara, in seinem Wappen zu führen. Er setzt sie auf oder über seinen Wappenschild. In der Zeit der Sedisvakanz, der Zeit zwischen dem Tod eines Papstes und der Einsetzung eines Nachfolgers, führt ein Kardinal als Camerlengo (auch Kardinalkämmerer genannt) die vatikanischen Staatsgeschäfte. Während dieser Zeit ist es ihm gestattet, als Zeichen seiner weltlichen Macht, einen Ombrellino (das ist ein runder geschmückter Schirm) mit beiden Schlüsseln des Petrus und den Rangabzeichen eines Kardinals in seinem Wappen zu führen.
Ab einer gewissen hierarchischen Stufe musste sich ein Geistlicher ein Wappen wählen. Das war spätestens bei der Führung eines eigenen Urkundensiegels der Fall. Da in der Kirche zur Erlangung auch der höchsten Ämter die adlige Herkunft keine Bedingung war, geschah es, dass Priester keine eigenen traditionellen Wappen besaßen. Einige Päpste beispielsweise fügten ihrem Wappen die der religiösen Kongregation bei, der sie entstammten. So unter anderem Benedikt XIII. aus dem Dominikanerorden, Pius VII. aus dem Benediktinerorden oder Gregor XVI. aus dem Kamaldulenserorden.

### Sonstige Wappen
Die Wappen von Bistümern, Erzbistümern oder auch Abteien werden heutzutage gewöhnlich von einer Mitra bedeckt. Der frühere Gebrauch der Mitra auch in den persönlichen Wappen der jeweiligen Ordinarien ist zwar nicht ausdrücklich untersagt, jedoch faktisch außer Gebrauch gekommen.

## Übersicht der Wappen kirchlicher Würdenträger des lateinischen Ritus

### Papst

1A Papstwappen mit Tiara (Triregnum)
1B Papstwappen mit Mitra

zu 1A: Obwohl Paul VI. 1964 die Tiara niederlegte, behielten seine Nachfolger bis einschließlich Johannes Paul II. diese in ihren Wappen. Die auch Triregnum genannte Krone symbolisiert mit ihren drei Kronenreifen das Weiheamt, die Jurisdiktion und das Lehramt des Pontifex.
zu 1B: Papst Benedikt XVI. ersetzte die päpstliche Tiara durch eine Mitra, die allerdings die drei Kronenreife einer Tiara trägt und somit auch die drei Gewalten des Papstes symbolisiert. Auch hat er das Pallium, Würdezeichen der Metropoliten, seinem Amtswappen hinzugefügt, jedoch mit roten und nicht mit schwarzen Kreuzen. Die Farbe verweist auf die christlichen Märtyrer. Die Päpste Franziskus und Leo XIV. übernahmen die Mitra, verzichteten jedoch auf das Pallium in ihren Wappen.

### Kardinal
Wappen von Kardinälen sind:

2A Wappen des Kardinalkämmerers während der Sedisvakanz
2B Wappen eines Kardinals, der gleichzeitig Erzbischof und Metropolit ist
2C Wappen eines Kardinals, der gleichzeitig Erzbischof ist
2D Wappen eines Kardinals im Bischofsrang
2E Wappen eines Kardinals ohne Bischofswürde

zu 2A: Während der Zeit der Sedisvakanz (also bis zur Wahl eines neuen Papstes) obliegen dem Kardinalkämmerer die Staatsgeschäfte, und er führt als Zeichen seiner Macht zusätzlich zu den gewöhnlichen Insignien des Kardinals die Schlüssel des Petrus sowie den Ombrellino, eine Art Schirm, in seinem Wappen. Beispiel: Das Wappen des Camerlengo Eduardo Kardinal Martínez Somalo bei der Sedisvakanz 2005.
zu 2B: Das Wappen zeigt sowohl das doppelte Vortragekreuz eines Erzbischofs als auch das Pallium des Metropoliten. In Deutschland u. a. Reinhard Kardinal Marx, der Erzbischof von München und Freising.
zu 2C: Das doppelte Vortragekreuz weist den Kardinal als Erzbischof aus (etwa bei Kurienkardinälen, die in der Regel vorher Titularerzbischof, aber nicht Metropolit waren). Z. B. der Kurienkardinal Paul Josef Kardinal Cordes, Rom.
zu 2D: Das einfache Vortragekreuz kennzeichnet Kardinäle, die einem (Titular-)Bistum vorstehen bzw. vorgestanden haben. Beispiele aus Deutschland sind der erste Bischof von Essen, Franz Kardinal Hengsbach, und die Mainzer Bischöfe Hermann Kardinal Volk und Karl Kardinal Lehmann.
zu 2E: Wenn Priester ohne Bischofsweihe zum Kardinal ernannt werden, soll ihnen gleichzeitig die Bischofsweihe gespendet werden. Im Einzelfall (z. B. hohes Alter) kann der Papst davon dispensieren (so geschehen bei Theodulf Kardinal Mertel, Leo Kardinal Scheffczyk oder Karl Josef Kardinal Becker SJ). Diese Kardinäle führen kein Vortragekreuz in ihrem Wappen.

### Patriarchen und Primates
Wappen von Patriarchen und Primates sind:

3A Wappen eines Patriarchen
3B  Wappen eines Primas

zu 3A: Wie Erzbischöfe im Kardinalsrang, nur in Grün. Die Quasten können gold umsponnen sein. Beispiel: Das Wappen des ehemaligen lateinischen Patriarchen von Jerusalem, Fuad Twal.
zu 3B: Die meisten Primates führen ihr erzbischöfliches bzw. kardinales Wappen. Ein Beispiel für das Wappen eines Primas ist das des emeritierten Primas von Polen Henryk Muszyński.

### Erzbischöfe
Wappen von Erzbischöfen sind:

4A Wappen eines Erzbischofs
4B Wappen eines Erzbischofs mit Metropolitansitz

zu 4A: Wappen eines Erzbischofs mit geistlichem Hut und beiderseits je 10 grünen Quasten, sowie einem doppelten Vortragekreuz (Beispiel: Das Wappen des Erzbischofs von Luxembourg, Jean-Claude Hollerich). Es gibt keinen Unterschied im Wappen zwischen einem Erzbischofs und einem Bischof, dem der Titel eines Erzbischofs ehrenhalber ad personam verliehen wird und sein (Titular-)Bistum pro hac vice behält (Beispiel: der 2000  verstorbene persönliche Erzbischof Johannes Dyba als Bischof von Fulda).  Erhält ein Bischof mit dem persönlichen Titel eines Erzbischofs zudem die Kardinalswürde, so führt er beiderseits die 15 roten Quasten eines Kardinals und das doppelte Vortragekreuz eines Erzbischofs (Beispiel: der 1979 verstorbene persönliche Erzbischof Alfred Kardinal Bengsch als Bischof von Berlin).
zu 4B: Wappen eines Erzbischofs zusätzlich mit Pallium als Würdezeichen für das zusätzliche Amt eines Metropoliten. In Deutschland z. B. die Erzbischöfe Hans-Josef Becker von Paderborn und Ludwig Schick von Bamberg.

### Bischöfe
Wappen von Bischöfen sind:

5A Wappen eines Bischofs
5B Territorial-Abt oder Territorial-Prälat; früher: Abbas/Praelatus nullius (ergänze: dioecesis)

zu 5A: War es früher üblich, das Wappen eines Bischofs auch durch Mitra und Hirtenstab zu zieren, ist dies durch die Instruktion Ut sive sollicite vom 31. März 1969 untersagt, wenngleich auch Ausnahmen heutzutage wieder vorkommen. Beispiele für Bischofswappen im deutschsprachigen Raum: Karl-Heinz Wiesemann, Bischof von Speyer (Deutschland), Markus Büchel Bischof von St. Gallen (Schweiz), und Klaus Küng, Bischof von St. Pölten (Österreich).
zu 5B: Die Äbte nullius (erg. dioecesis) dürfen als Zeichen ihrer Lehr- und Hirten- (nicht aber Weihe-)gewalt die geistlichen Insignien in Grün, ähnlich den Bischöfen führen, an Stelle des bischöflichen Vortragekreuzes jedoch den Krummstab mit wehendem Stoffstreifen, dem Pannisellus. In Österreich z. B. der emeritierte Zisterzienserabt von Wettingen-Mehrerau, Anselm van der Linde. Haben sie aber die Bischofsweihe erhalten (→Abtbischof), können sie auch das Wappen eines Bischofs führen, so z. B. der Märtyrer und ehemalige Abtbischof von Tokwon (Nordkorea) Bonifaz Sauer OSB.

### Päpstliche Ehrentitel

6A Wappen eines Apostolischen Protonotars
6B Wappen eines Ehrenprälaten Seiner Heiligkeit
6C Wappen eines Ehrenkaplans Seiner Heiligkeit

zu 6A: Es gibt keinen Unterschied im Wappen der Apostolischen Protonotare de numero participantium (= wirkliche) und der überzähligen (d. h. außerordentlichen). Dieser päpstliche Ehrentitel wurde im Vergleich zu den anderen päpstlichen Ehrenprälaturen eher selten vergeben. Er führt wie alle Prälaten beiderseits je sechs Quasten im Wappen, den geistlichen Hut in Violett (Kennzeichnung als Päpstlichen Prälaten), die Quasten in Rot (Kennzeichen als Protonotar). 2014 beendete Papst Franziskus die Vergabe des Titels ehrenhalber.
zu 6B: Die Quasten eines Ehrenprälaten Seiner Heiligkeit werden in Violett geführt. 2014 beendete Papst Franziskus die Vergabe dieses päpstlichen Ehrentitels außerhalb der Römischen Kurie.
zu 6C: Der päpstliche Ehrentitel eines Ehrenkaplans Seiner Heiligkeit ist kein Prälatenrang, wird aber ebenfalls vom Papst verliehen. Der geistliche Hut ist – im Gegensatz zu dem eines Ehrenprälaten seiner Heiligkeit – in Schwarz gehalten. Im deutschen Sprachraum wird der Kaplan Seiner Heiligkeit meist als Monsignore (Msgr.) tituliert. Seit 2014 wird der Rang eines Ehrenkaplans Seiner Heiligkeit nur mehr an verdiente Geistliche ab dem 65. Lebensjahr verliehen.

### Äbte und Ordensobere
Wappen von Äbten und Ordensoberen sind:

7A Generalsuperior (auch Abtprimas oder Generalabt)
7B Erzabt, Abt oder Propst mit Pontifikalrechten
7C Territorialabt oder Territorialprälat, früher Abbas/Praelatus nullius (ergänze: dioecesis)
7D Wappen eines Abt in commendam

zu 7A: Generalobere oder oberste Repräsentanten mancher Orden führen als Steigerung zum herkömmlichen Wappen eines Abtes beiderseits je 10 anstelle der sonst üblichen sechs Fiocchi. Als Beispiel sei der Abtprimas der Benediktiner, Notker Wolf OSB genannt. Bei Generaloberen ohne Abtsweihe entfällt der Abtsstab hinter dem Wappenschild.
zu 7B: Führt den Krummstab mit Pannisellus im Wappen als Zeichen dafür, dass er im Gottesdienst wie ein Bischof das Privileg hat, die Pontifikalien zu benutzen. Beispiele: Wappen des Erzabtes von Beuron, Tutilo Burger OSB; Wappen des Abtes Markus Spanier OSB von Marienberg, Südtirol; Wappen des Propstes Bernhard Backovsky CanReg von Stift Klosterneuburg, Österreich.
zu 7C: siehe oben
zu 7D: Wappen eine Abtes in commendam. Im Gegensatz zu einem gewöhnlichen Abt fehlt der Krummstab, da er keine Jurisdiktion ausübt.

### Priester und Diakone
Wappen von Priestern und Diakonen sind:

8A Wappen eines Generalvikars, Generaloberen, Bischofsvikars oder Regionalvikars (z. B. des Opus Dei)
8B Wappen eines Kanonikus, Provinzials oder Erzdechanten
8C Wappen eines Dekans, Dechanten oder Priors
8D Wappen eines Priesters
8E Wappen eines Diakons

zu 8A: Generalvikare sind als Titular-Protonotare kraft Amtes sogenannte Prälaten in nigris (also: in schwarz). Diese Prälatur wird durch verliehene päpstliche Ehrentitel (Prälat oder Protonotar) heraldisch verdrängt.
zu 8B: Kanoniker führen vereinzelt weitere Formen in Anlehnung bestimmter Privilegien, die ihrem Kapitel verliehen wurden. Regularkanoniker führen Hut, Schnüre und Quasten in ihren Ordensfarben (Beispiel Deutscher Orden: schwarzer Hut, weiße Schnüre und Quasten)
zu 8C: Bei der alternativen Gestaltung des Dekans-, Dechanten- bzw. Priorwappens sind beiderseits je zwei Quasten nebeneinander angeordnet.

### Weitere Wappen

9A Professritter des Malteserordens
9B Äbtissin

zu 9A: Der schwarze Rosenkranz hinter dem Wappenschild verweist auf die Zugehörigkeit zu einem Orden. Bei den Profeßrittern des Malteserordens wird der Schild mit dem Malteserkreuz hinterlegt und einem Rosenkranz umgeben. Ordenspriester mit ewiger Profess timbieren ihr Wappen mit einem ihrem Range entsprechenden Galero, während die Professritter einen Ritterhelm benutzen. Eine Ausnahme stellen dabei die Fürstgroßpriore von Böhmen und jene von Österreich dar, denen durch kaiserliches Privileg das Recht zusteht, im Wappen einen Fürstenhut zu verwenden.
zu 9B: Äbtissinnen führen einen ovalen Schild, der von einem Rosenkranz umgeben ist. Hinter dem Schild der Krummstab als Insigne. Da Frauen jedoch nicht dem Klerus angehören, fehlen in der Regel sowohl die Mitra als auch der Galero.

### Nicht mehr verwendete Wappen

10A Wappen eines Päpstlichen Thronassistenten
10B Wappen eines Prälaten di fiocchetto

zu 10A: Der Titel eines Päpstlichen Thronassistenten wurde so gut wie ausschließlich an Geistliche im Range eines Titular- oder Diözesanbischofs verliehen. Inhaber dieses Titels führten beiderseits zehn grüne Quasten und das Vortragekreuz eines Bischofs (Beispiel: der 1961 verstorbene Michael Buchberger, Diözesanbischof von Regensburg).
zu 10B: Das Wappen eines Prälaten di fiocchetto besaß beiderseits je zehn rote Quasten. Dieser Prälatenrang wird seit der Kurienreform unter Papst Paul VI. nicht mehr verliehen. Soweit die von den vier Prälaten di fiocchetto ausgeübten Funktionen  heute noch als Amt existieren (wie z. B. der Almosenier), werden sie zumeist von einem Titular-Erzbischof bekleidet und dann heraldisch entsprechend gestaltet.

## Sonderfälle
siehe: Liste klerikaler Privilegien

## Wappen kirchlicher Würdenträger sonstiger Riten
Die Wappen der 23 unierten Ostkirchen unterscheiden sich teils erheblich von der traditionellen kirchlichen Heraldik. Während einige den Galero mit Quasten verwenden, werden hauptsächlich die orientalische Mitra, der orientalische Hirtenstab und der Mantel gezeigt.
Einige Oberhäupter von Teilkirchen führen jedoch „westliche/lateinische“ Wappen, namentlich u. a. das Oberhaupt der Armenisch-katholischen Kirche.

### Ambrosianischer Ritus

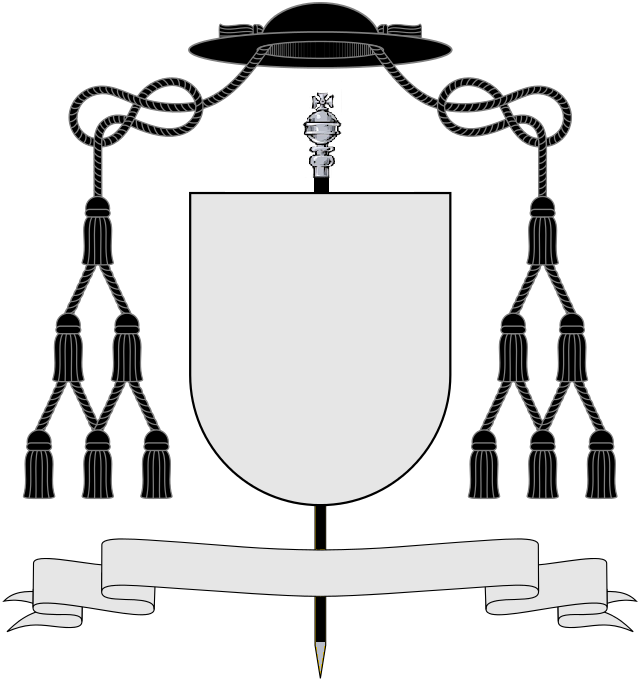
11A Wappen eines Propstes im ambrosianischen Ritus

### Byzantinischer Ritus

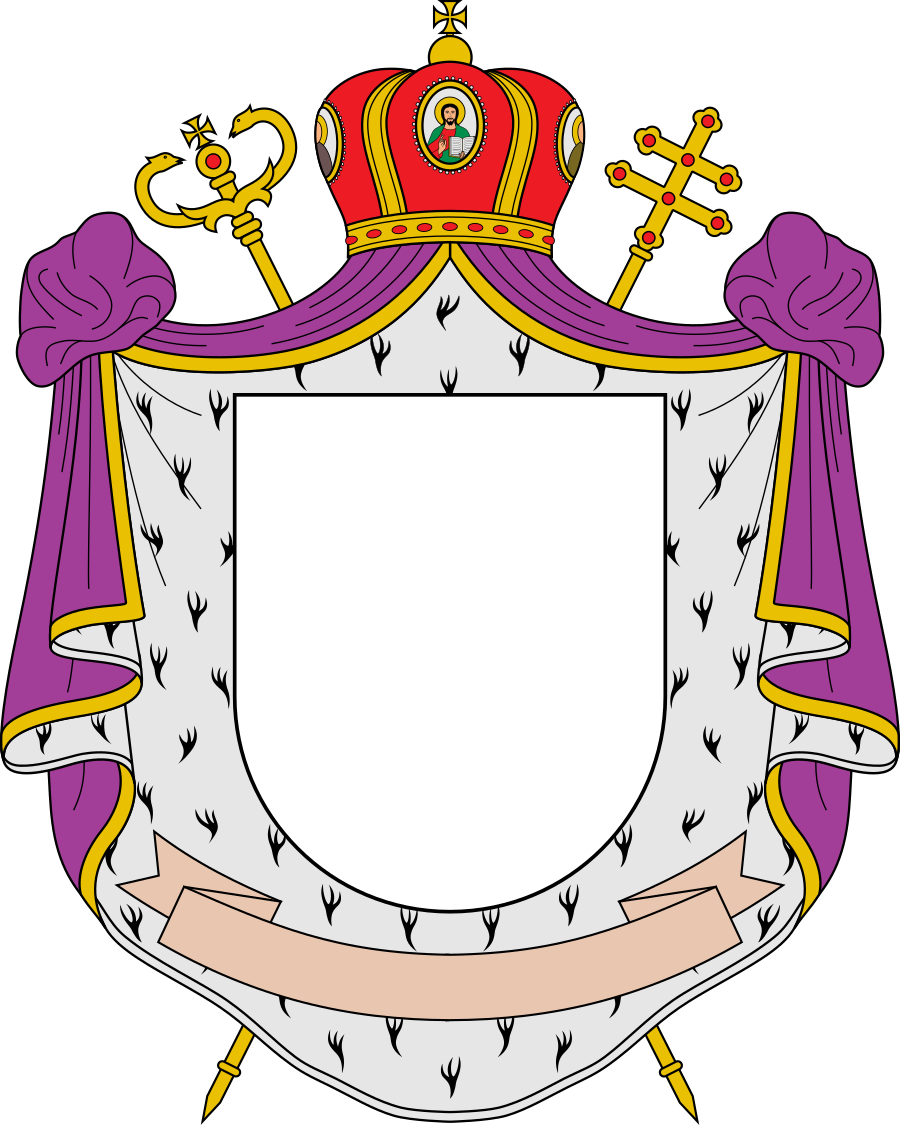
11B Erzbischof des byzantinischen Ritus
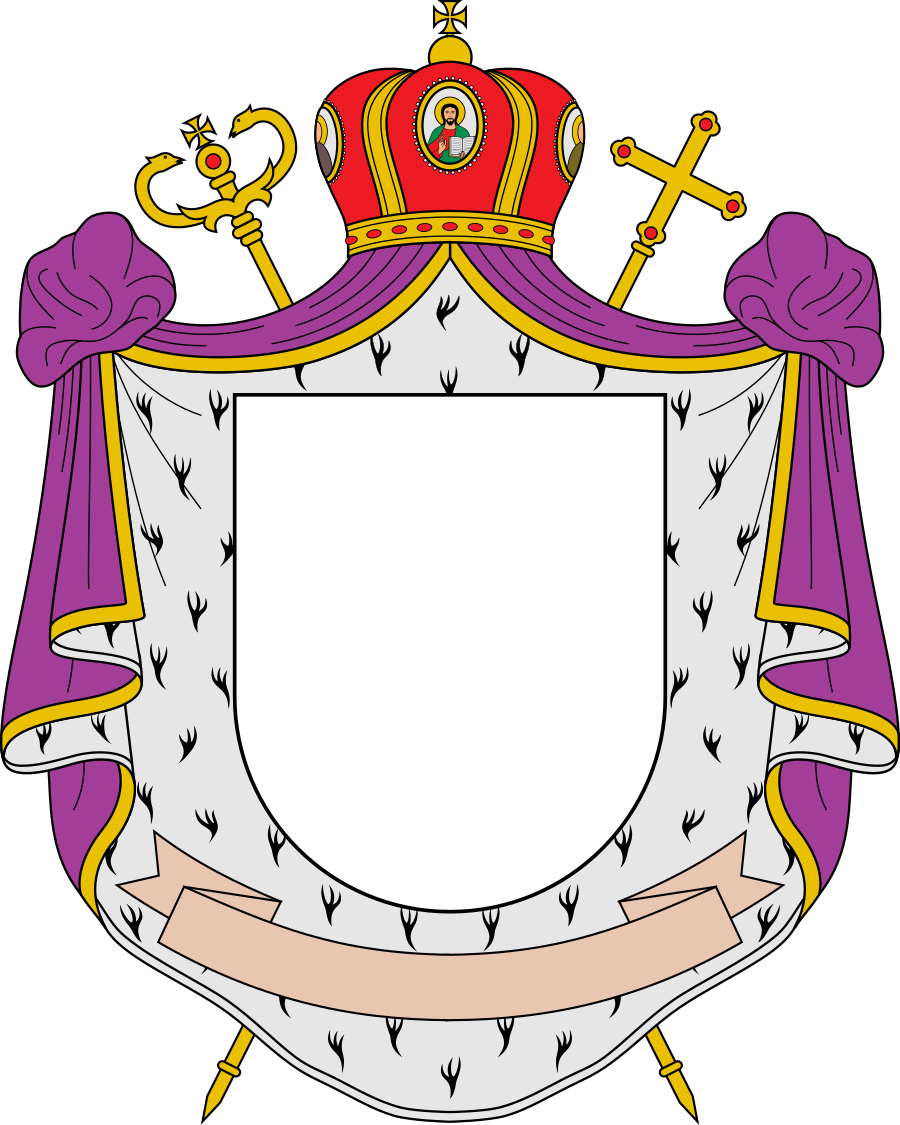
11C Bischof des byzantinischen Ritus
11D Wappen des Oberhaupts der Rumänischen griechisch-katholischen Kirche

zu 11D: Das Oberhaupt der Rumänischen griechisch-katholischen Kirche führt einen Galero mit den ostkirchlichen Insignien darunter (orientalische Mitra, orientalischer Hirtenstab und Mantel).

### Ostsyrischer Ritus

11E Oberhaupt der chaldäisch-katholischen Kirche (als Kardinal)

Von den Wappen der Oberhäupter der Syro-malabarischen Kirche ist nur jenes von Varkey Vithayathil überliefert. Dieser führte ein gewöhnliches Kardinalswappen mit ungewöhnlicher Schildform und einem Auge vor dem Vortragekreuz.

### Sonderfall: Ordinarien der Personalordinariate ohne Bischofsweihe

11F Ordinarius eines Personalordinariats ohne Bischofsweihe

zu 11F: Diejenigen vormaligen anglikanischen Bischöfe, die konvertiert sind und zu Ordinarien ernannt wurden, aber aufgrund ihrer Heirat nicht zu Bischöfen ernannt werden konnten, wurden regelmäßig zu Apostolischen Protonotaren ernannt und mit dem Privileg ausgestattet, im Gottesdienst die Pontifikalien führen zu dürfen. Ob das Vortragekreuz oder ein Krummstab im Wappen zu führen ist, ist unklar.

## Heraldik in der anglikanischen Kirche
Die Bischöfe und Erzbischöfe der anglikanischen Kirche führen Bischofswappen ähnlich denen der römisch-katholischen Kirche, jedoch ist der Gebrauch des Galeros in Bischofswappen eher unüblich. Der Wappenschild wird vielmehr von der Mitra bedeckt.
Der niedere Klerus der anglikanischen Kirche führte bis weit ins 19. Jahrhundert hinein keine geistlichen Wappen, sondern Kleriker, die wappenberechtigt waren, trugen ihre jeweils ererbten oder verliehenen Familienwappen. Das wurde jedoch im Zuge der anglo-katholischen Bewegung als unangemessen angesehen, sodass sich gegen Ende des 19. Jahrhunderts unter Geistlichen der Brauch durchsetzte, die kirchliche Heraldik der Katholiken mit geringen Änderungen, vor allem jedoch mangels hierarchischer Abstufungen stark vereinfacht, zu übernehmen. Generell timbrieren anglikanische Priester ihr Wappen heute meist mit einem schwarzen Galero mit zwei schwarzen Quasten (oft an schwarz-weiß gemusterten Schnüren), nur die Dekane und Kanoniker der Kathedralkapitel führen meist einen schwarzen Galero mit sechs roten Quasten an ebensolchen Schnüren.

## Weitere
- Wappen der Waldenser
- Lutherrose
- Hugenottenkreuz
- Kronenkreuz
- Johanniterkreuz
- Kreuz und Krone
- Kreuz (Heraldik), Gesamtübersicht